# コスミン・コントラ
コスミン・マリウス・コントラ（Cosmin Marius Contra, 1975年12月15日 - ）は、ルーマニア・ティミショアラ出身の元同国代表サッカー選手、現サッカー指導者。現役時代のポジションはディフェンダー（右サイドバック）。
コズミン・コントラと表記されることもある。
攻撃的な攻め上がりが持ち味であった。ルーマニア代表としてのキャップは70を越え、キャプテンとして信頼を集めた。警告を受ける機会が多く、2008-09シーズンにはおよそ100分に1枚の割合でカードを受けた。

## クラブ歴
1993年に地元クラブであるFCポリテフニカ・ティミショアラでデビューすると、1995年に同国の強豪ディナモ・ブカレストに移籍。1999年にスペインのデポルティーボ・アラベスに80万ドルの契約金で移籍。1999-00シーズンには、1部昇格組でありながらUEFAカップ出場権を獲得するクラブの原動力となり、翌シーズンには同大会の準優勝に貢献。2001年にはUEFAチーム・オブ・ザ・イヤーに選出された。
2001年にセリエA・ACミランへの移籍を果たす。ミランではリーグ戦29試合に出場し3得点を挙げるなどの成績を残したが、1年でアトレティコ・マドリードへ500万ポンドの移籍金で加入しプリメーラへ復帰した。アトレティコでの1年目は31試合に出場したが、2003-04シーズンは足首靭帯の負傷もあり3試合の出場に留まる。2004年8月31日にプレミアリーグ昇格組のウェスト・ブロムウィッチ・アルビオンFCにシーズンローンで加入し、翌年には母国のFCティミショアラへ期限付き移籍となった。
2005年8月にヘタフェCFに2年間の長期レンタル移籍。2005-06シーズンに左サイドバックのマリアーノ・ペルニアと共に形成したサイド攻撃で再び脚光を浴びることとなり、翌シーズンから完全移籍に移行する。2007年と2008年のコパ・デル・レイ準優勝、UEFAカップ 2007-08準々決勝進出に貢献した。
2010年1月にミチェル監督の構想外となると、同月26日にFCティミショアラへ移籍。同年8月29日にクラブと新たな契約を結ぶと、その6日後となる9月15日にヴラディミル・ペトロヴィッチの後任としてクラブの選手兼任監督に就任した。12月4日、マリアン・ヤンク会長との対立により解任された。

## 代表歴
ルーマニア代表として1996年にデビューすると2001年3月21日のジョージア戦で初得点を記録。国際大会ではEURO2000とEURO2008に出場した。2009年4月1日のオーストリア戦以降、代表チームから離れていたが、2010年8月に34歳で復帰を果たし、EURO2012予選のアルバニア戦に出場した。

## 指導歴
2012年7月、スペインに戻りセグンダ・ディビシオンBに所属するCFフエンラブラダの監督に就任する。10試合を指揮してプレーオフ圏内につけていたが、10月にクラブとの契約を解除して以前からオファーを受けていたFCペトロルル・プロイェシュティの監督に就任。2012-13シーズンはリーグ戦を3位で終えてUEFAヨーロッパリーグ予選出場権（2回戦から出場）を獲得し、クパ・ロムニエイでは優勝を果たした。
2014年3月10日、現役時代を過ごしたヘタフェの監督に就任した。
2014年12月18日、広州富力足球倶楽部の監督に就任した。だがACLではグループリーグ敗退、リーグでもチームは低迷し、2015年7月22日に解任された。
2017年9月22日、ロシアワールドカップ出場を逃したルーマニア代表代表の監督に就任した。2019年11月に監督を退任した。
2020-21シーズンよりディナモ・ブカレストで再び指揮を執るが、2020年12月に給与の未払いを理由に契約を解除した。

## タイトル
選手時代
- Gazeta Sporturilor ルーマニア年間最優秀選手 : 2001
- UEFAチーム・オブ・ザ・イヤー : 2001

監督時代
ペトロルル・プロイェシュティ
- クパ・ロムニエイ : 2012-13

ディナモ・ブカレスト
- クパ・リギー : 2016-17